# Великозименове
Великозимено́ве — село Знам'янської сільської громади, Березівський район, Одеська область в Україні. Населення становить 241 осіб.

## Населення
Згідно з переписом 1989 року населення села становило 244 особи, з яких 111 чоловіків та 133 жінки.
За переписом населення 2001 року в селі мешкало 240 осіб.

### Мова
Розподіл населення за рідною мовою за даними перепису 2001 року:
| Мова       | Відсоток |
| ---------- | -------- |
| українська | 92,53 %  |
| молдовська | 6,22 %   |
| російська  | 1,24 %   |

## Відомі мешканці

### Народились
- Габер Микола Олександрович — український політик болгарського походження. Кандидат біологічних наук, автор 60 наукових праць. З 1998 — голова Патріотичної партії України.